# 天堂水库
天堂水库位于中国湖北省黄冈市罗田县，是以防洪为主，兼有发电、养殖等功能的大（二）型水库。毗邻大别山主峰天堂寨。
2009年水利部将天堂水库列为第九批国家水利风景区。
天堂水库是大别山国家森林公园的重要组成部分。
利用天堂水库和其下游的天堂二级水库，已建成天堂抽水蓄能电站，装机容量7万千瓦，是湖北省和华中地区第一座抽水蓄能电站。